# Ernie Seedo
Ernie Seedo, ook bekend als Boogie (Botopasi, 6 september 1951 - 30 november 2019), was een Surinaams-Nederlands zanger en gitarist. Door zijn Saramaccaanse stijl van de kaseko wordt hij ook wel de grondlegger van de SaraSeko genoemd.

## Biografie
Seedo begon zijn muziekloopbaan in bij de formatie Wasgo uit Brownsweg. Terwijl hij in Paramaribo naar het Christelijk Pedagogisch Instituut ging, deed hij verschillende keren mee aan het Scholierensongfestival. Tegen de traditie in vertolkte hij toen liedjes die hij zelf had geschreven.
In 1976 richtte hij de band The Cosmo Stars op met Humphrey Adams, Artus King en Resinaldo Vrede; een jaar later sloot zich onkel Seedo bij de groep aan. Na een tournee besloten ze in Nederland te blijven. Van beroep was hij maatschappelijk werker in dienst van de gemeente Dordrecht.
In Nederland werd de groep in 1981 omgedoopt tot The Exmo Stars, die worden gezien als een van de meest succesvolle kasekobands uit hun generatie. Boogie nam in de band de soul- en Saramaccaanse nummers op zich. Hij was een entertainer en sprak meerdere talen waaronder het Duits. Ze hadden succes met nummers als: Ette Pette, Langa Neki, Bala Njuma en Bala Noleja. Verder speelde hij in de formaties Ghabiang Crew & Kolebrie en Exmo 2000 & Keti Koti.
Seedo werd in oktober 2019 getroffen door een hartaanval en overleed aan het eind van de maand erop. Hij is 68 jaar oud geworden. Hij werd begraven op de Zuiderbegraafplaats in Rotterdam.